# Thor: Ragnarök
Thor: Ragnarök är en amerikansk superhjältefilm från 2017, baserad på Marvel Comics seriefigur Thor, producerad av Marvel Studios och distribuerad av Walt Disney Studios Motion Pictures. Det är en uppföljare till Thor (2011) och Thor: The Dark World (2013), och är den sjuttonde filmen från Marvel Cinematic Universe (MCU). Filmen är regisserad av Taika Waititi och skriven av Eric Pearson, Craig Kyle och Christopher Yost, och rollerna spelas av bland andra Chris Hemsworth, Tom Hiddleston, Cate Blanchett, Idris Elba, Jeff Goldblum, Tessa Thompson, Karl Urban, Mark Ruffalo och Anthony Hopkins.
Thor: Ragnarök hade världspremiär på El Capitan Theatre i Los Angeles den 10 oktober 2017. Filmen hade biopremiär i Sverige den 27 oktober 2017 och i USA den 3 november 2017.

## Handling
Under sitt sökande efter information om evighetsstenarna får Thor (Chris Hemsworth) kännedom om Ragnarök, Asgårds undergång. Efter en konfrontation med sin bror Loke (Tom Hiddleston) och deras far Odens (Anthony Hopkins) bortgång möter de sin syster Hel (Cate Blanchett), som planerar att ta över Asgårds tron. När de försöker hindra henne, vilket kostar dem Thors hammare Mjölner, råkar Thor och Loke av en olyckshändelse hamna på planeten Sakaar, som styrs av Grandmaster (Jeff Goldblum). Där blir Thor tvungen att delta i en gladiatorduell mot sin vän Bruce Banner (Hulken) (Mark Ruffalo) för att återfå sin frihet. Under tiden försöker Hel att ta över tronen av Asgård med sin övermäktiga styrka – vilket gör hennes motståndare kraftlösa – och Heimdall (Idris Elba) försöker att beskydda sitt folk. Thor måste till varje pris ta sig tillbaka till Asgård för att stoppa Hel och slår sig därför ihop med Loke, Bruce Banner, och en avlägsen krigare från Asgård, Valkyria (Tessa Thompson).

## Rollista
- Chris Hemsworth – Thor
- Tom Hiddleston – Loke
- Cate Blanchett – Hel
- Mark Ruffalo – Bruce Banner / Hulken
- Tessa Thompson – Valkyria
- Idris Elba – Heimdall
- Jeff Goldblum – Grandmaster
- Karl Urban – Skurge
- Anthony Hopkins – Oden
- Taika Waititi – Korg
- Clancy Brown – Surtur (röst)
- Rachel House – Topaz
- Benedict Cumberbatch – Dr. Stephen Strange / Doctor Strange
- Tadanobu Asano – Hogun
- Ray Stevenson – Volstagg
- Zachary Levi – Fandral
- Matt Damon – Loke-skådespelare
- Luke Hemsworth – Thor-skådespelare
- Sam Neill – Oden-skådespelare
- Charlotte Nicdao – Siv-skådespelare
- Scarlett Johansson – Natasha Romanoff / Black Widow (cameo)
- Stan Lee – Barberare (cameo)

## Mottagande
Thor: Ragnarök möttes av positiva recensioner av kritiker, särskilt för regin, skådespeleriet, actionscenerna, soundtracket och humorn. På Rotten Tomatoes har filmen ett medelbetyg på 92%, baserade på 347 recensioner, och ett genomsnittsbetyg på 7,5 av 10. På Metacritic har filmen genomsnittsbetyget 74 av 100, baserade på 51 recensioner.